# Renato Curi Angolana
Renato Curi Angolana is een Italiaanse voetbalclub uit Città Sant'Angelo, in de regio Abruzzen. De club is opgericht in 1998.

## Geschiedenis
De club werd in 1998 opgericht na een fusie van Renato Curi (een club genoemd naar de in 1997 overleden voetballer Renato Curi) en Angolana. 
Renato Curi Angola speelde van 1998 tot 2001 in de Serie D en zakte vervolgens naar de Eccellenza Abruzzo, de zesde voetbaldivisie in Italië. De club promoveerde in 2005 terug naar de Serie D, maar speelt sinds 2014 weer in de Eccellenza Abruzzo.

## Bekende ex-spelers
- Fabio Grosso (1994-1998)
- Massimo Oddo (1992-1993)